# Universal Charging Solution
Universal Charging Solution (UCS) is een afspraak tussen verschillende fabrikanten van GSM-apparatuur. Volgens deze afspraak zouden vanaf 1 januari 2012 alle mobiele telefoons met één model lader kunnen werken.
De voordelen hiervan zijn:
- Minder overbodige laders in huis.
- Overgebleven laders kunnen worden hergebruikt, wat weer in afval scheelt.

De bedrijven die meedoen aan deze nieuwe lader zijn: 3 Group, AT&T, KTF, LG, mobilkom Austria, Motorola, Nokia, Orange, Qualcomm, Samsung, Sony Ericsson, Telecom Italia, Telefónica, Telenor, Telstra, T-Mobile en Vodafone.